# Bagnolo Piemonte
Bagnolo Piemonte ist eine Gemeinde in der italienischen Provinz Cuneo (CN), Region Piemont.

## Lage und Einwohner
Bagnolo liegt 56 km nordwestlich von der Provinzhauptstadt Cuneo entfernt im Val Pellice, einem Paralleltal des oberen Po. Das Gemeindegebiet umfasst eine Fläche von 63,25 km² und hat 5818 Einwohner (Stand 31. Dezember 2023). Zur Gemeinde zählen auch die Dörfer und Weiler Montoso, Rucas, Villaretto und Villar.
Die Nachbargemeinden sind Barge, Bibiana (TO), Cavour (TO), Crissolo, Luserna San Giovanni, Ostana, Rorà (TO) und Villar Pellice (TO).

## Geschichte

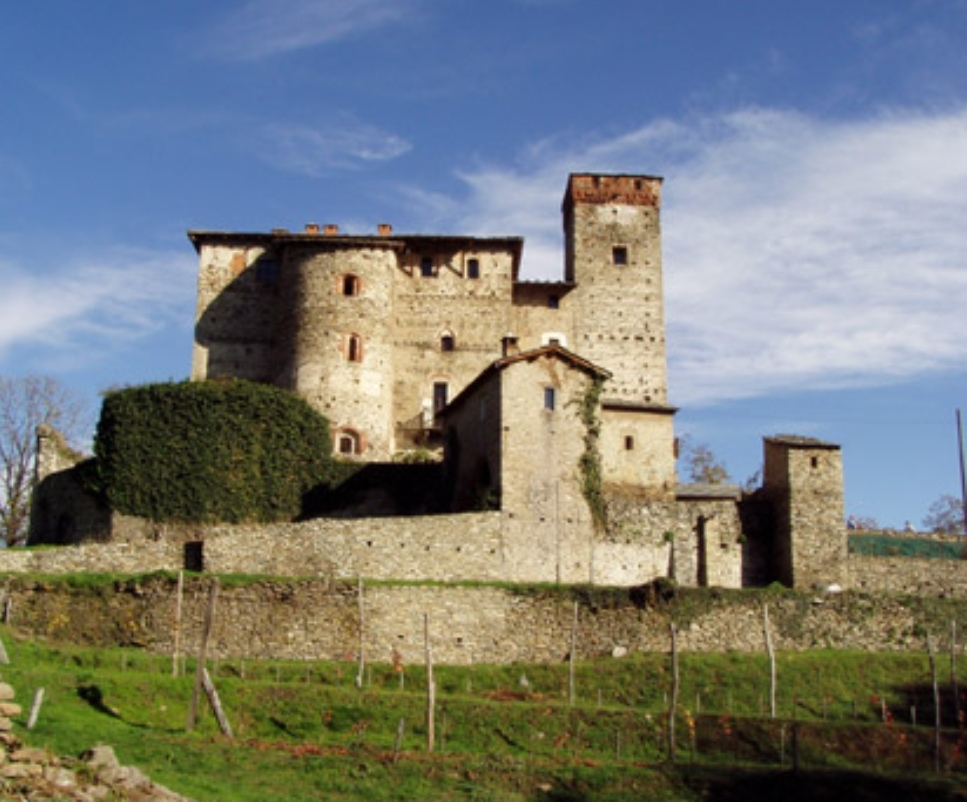
Castello Bagnolo

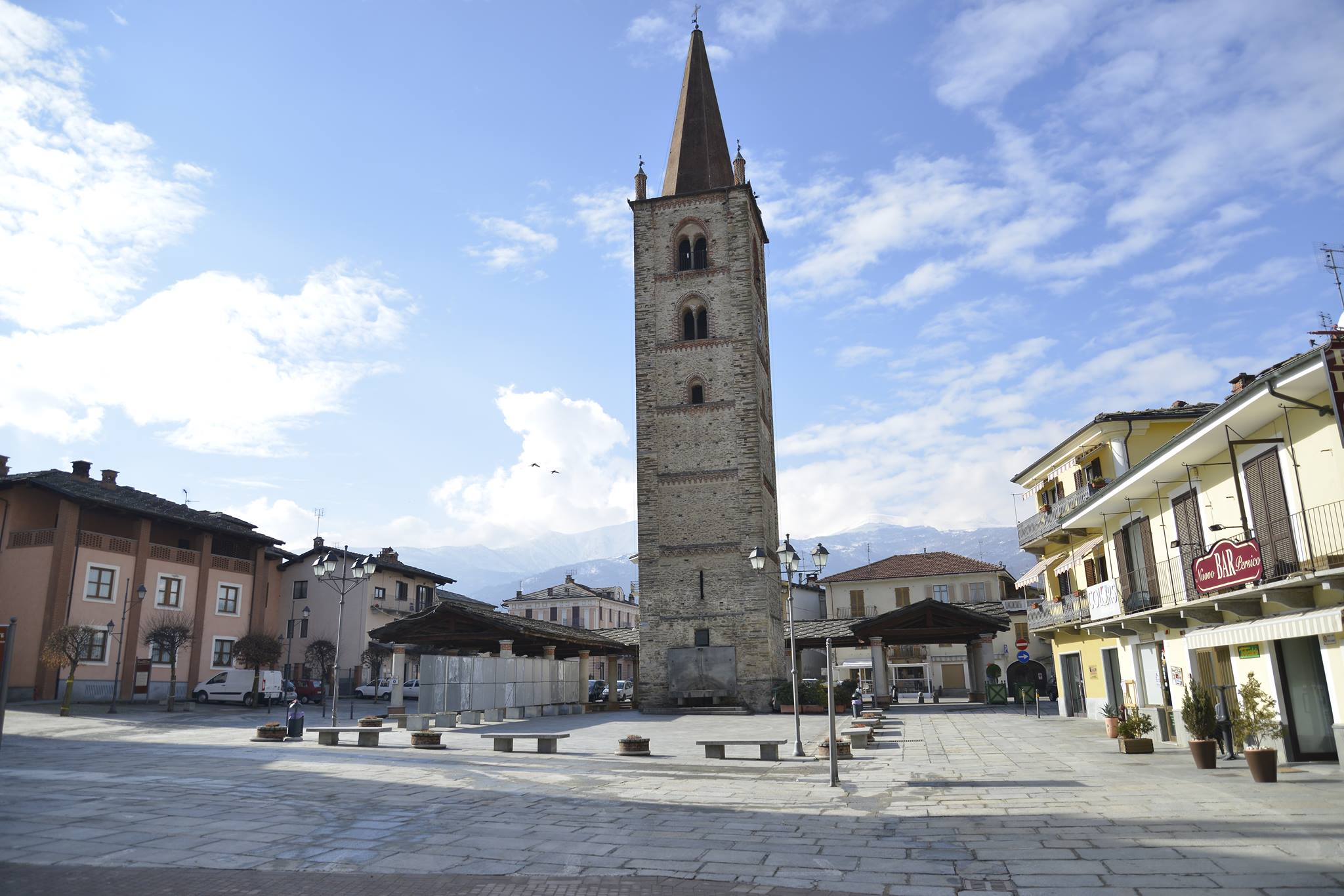
Piazza San Pietro

Die ersten Siedlungen in der Gegend reichen bis in prähistorische Zeiten zurück, wie die in der Gegend von Peira Fica di Montoso gefundenen Überreste belegen. Der ursprüngliche Kern des Zentrums scheint zu Beginn der christlichen Ära entstanden zu sein, wie aus einer in der Nähe der Stadt gefundenen Gedenktafel hervorgeht, die an den Bau eines öffentlichen Bades durch Attilia Asprilla, die Schwester des Kaisers Caligula, erinnert.
Der Ortsname spielt wahrscheinlich auf dieses Gebäude an, das in einer Urkunde vom Ende des 10. Jahrhunderts als „Bagnolius“ bezeugt wird, eine Adjektivform des lateinischen BAGNOLEUS, das wiederum vom Diminutiv BALNEOLUM, von BALNEUM, „Badeort“, abgeleitet ist. Im Jahr 1219 wurde das Dorf aus Rache von den Einwohnern von Vercelli zerstört, die von der einfachen Bevölkerung von Bagnolo geplündert worden waren, als diese auf einer Pilgerfahrt zur Wallfahrtskirche von Becetto im Valle Varaita waren. Zu Beginn des 13. Jahrhunderts war es im Besitz der gleichnamigen Herren und ging später unter die Herrschaft der Anjou über, deren Nachfolger die Savoyer waren. In den Kriegen zwischen Heinrich IV. und Karl Emanuel I., plünderte Marschall Francesco de Bonne, Herzog von Lesdiguières und Anführer der Calvinisten der Dauphiné, Bagnolo und tötete die meisten seiner Bewohner. Im 16. Jahrhundert kam es zu einer schrecklichen Pest, die Bagnolo entvölkerte.
Zu den historisch-architektonischen Zeugnissen zählen der romanische Glockenturm der alten Pfarrkirche San Pietro in Vincoli, die neue Pfarrkirche im neugotischen Stil, erbaut Ende des 19. Jahrhunderts; die im 19. Jahrhundert wiederaufgebaute Kirche San Giovanni Evangelista in Villaretto und die Kirche San Giovanni Battista, der Malingri-Palast und die Überreste der mittelalterlichen Burg, die den örtlichen Herren gehörte, dann in den Besitz der Savoyer überging und Ende des 16. Jahrhunderts in Villaro zerstört wurde.
Der Weiler Montoso war während des Zweiten Weltkriegs, nach dem Waffenstillstand von 1943, Schauplatz von Kämpfen zwischen Partisanen und den nationalsozialistischen Kräften. Die Garibaldier unter dem Kommando legendärer Persönlichkeiten wie „Barbato“ und Petralia wurden durch den Namen „Partigiani di Montoso“ ausgezeichnet. Zum Gedenken an die mehr als 400 Opfer von Partisanen, Militärs und Zivilisten wurde in den 1950er Jahren auf dem Hügel mit Blick auf die Piazza Martiri della Libertà ein Schrein mit Leuchtturm errichtet. Jedes Jahr wird am zweiten Sonntag im Juli mit einer standesamtlichen Zeremonie, einer Messe und der Intervention eines waldensischen Pfarrers und eines jüdischen Rabbiners derer gedacht, die für die Freiheit gestorben sind.

## Gemeindepartnerschaften
- Villa Devoto
- Villasimius